# Georg Friedrich, Prinț al Prusiei
Georg Friedrich Ferdinand, Prinț al Prusiei (Georg Friedrich Ferdinand Prinz von Preußen; n. 10 iunie 1976) este actualul Șef al Casei de Hohenzollern, fosta dinastie conducătoare a Imperiului German și a Regatului Prusiei. Este stră-strănepotul lui Wilhelm al II-lea, ultimul împărat al Germaniei și rege al Prusiei, care a fost detronat după înfrângerea Germaniei în Primul Război Mondial în 1918.
La 25 august 2011, la Potsdam, s-a căsătorit civil cu Prințesa Sophie de Isenburg. Ceremonia religioasă a avut loc la 27 august 2011 la Potsdam odată cu aniversarea a 950 de ani de la fondarea Casei de Hohenzollern.
La 20 ianuarie 2013, soția lui Georg Friedrich a născut doi fii gemeni, Carl Friedrich și Louis Ferdinand. Carl Friedrich, cel mai mare dintre gemeni, este moștenitorul aparent. Cel de-al treilea copil al lor, prințesa Emma Marie, s-a născut la 2 aprilie 2015, iar cel de-al patrulea, Prințul Heinrich, la 17 noiembrie 2016.